# Prodidomus tirumalai
Prodidomus tirumalai là một loài nhện trong họ Gnaphosidae.
Loài này thuộc chi Prodidomus. Prodidomus tirumalai được Mordecai Cubitt Cooke miêu tả năm 1972.